# Močový měchýř
Močový měchýř (vesica urinaria) je dutý, roztažitelný orgán, sloužící jako rezervoár moče před jejím vyloučením z těla. U člověka má objem 600–1200 ml; při naplnění 400–600 ml člověk obvykle pociťuje nutkání močit. U velkých domácích zvířat zadržuje i přes 3 litry.[zdroj?]

## Uložení
Močový měchýř nemá pevné topografické vztahy s ostatními orgány, jeho přesné umístění záleží na jeho náplni. Prázdný močový měchýř leží na dně pánevní dutiny, pod ním je umístěna u samic pochva, u samců konečník. Při naplnění se mnohokrát zvětší a zasahuje až do břišní dutiny, někdy až k pupku.

## Popis

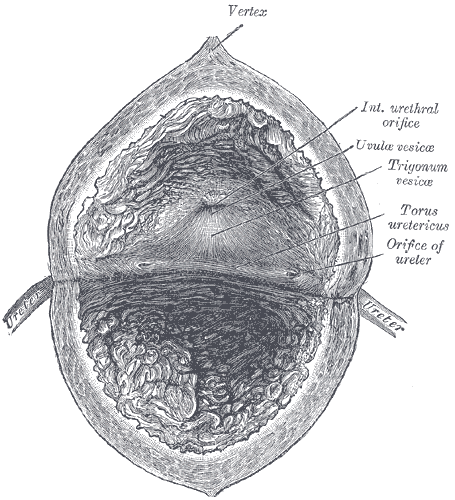
Vnitřek močového měchýře

Močový měchýř má tvar hruškovitého vaku, tvořeného především hladkou svalovinou. Rozlišujeme na něm tři části:
- vrchol (vertex vesicae)
- tělo (corpus vesicae)
- krček (cervix vesicae)

Vrchol je zaoblená kraniální (= blíže k hlavě) část močového měchýře, zevně na něm nalezneme jizvu po urachu – embryonálním propojením plodového obalu allantois a základu močového měchýře.
Na zadní straně měchýře, na přechodu těla a krčku, ústí do močového měchýře oboustranně močovody, přivádějící moč z ledvin. Krček močového měchýře přechází do močové trubice. Trojúhelník tvořený vyústěným dvou močovodů a močové trubice se nazývá trigonum, tedy doslova trojúhelník, a slizniční řasy, které se v něm tvoří, se nikdy nevyhlazují. Močovody ústí do měchýře tak, že při náplni měchýře se jejich ústí uzavře a už nemůže přitékat další moč.

## Stěna močového měchýře
Je tvořena výstelkou a svalovou vrstvou. Je-li prázdný, jeho stěna je velmi tlustá a sliznice uvnitř je složena v řasy. Naplněný má tenkou stěnu a většina řas se vyhlazuje.
Vnitřní stěna je vystlána zvláštním typem epitelu, který se nazývá přechodný epitel. U prázdného močového měchýře je tvořen 4–8 vrstvami kubických buněk, při naplněném měchýři se buňky protáhnou a oploští, výsledkem jsou 2–4 vrstvy dlaždicovitých buněk. Epitel tedy přechodně změní svůj tvar.
Přechodný epitel se také nazývá urotel a je to typický epitel močových cest. Pod epitelem je vrstva slizničního vaziva, které obsahuje elastická vlákna a uzlíky lymforetikulární tkáně. Svalová vrstva je mohutná. Je tvořena hladkou svalovinou a má tři uspořádané vrstvy – vnitřní plexiformní, střední cirkulární a zevní podélnou vrstvu. Jejich kontrakce pomáhá vypuzování moči. Někdy se souhrn těchto hladkých svalů označuje jako m. detrusor vesicae. Močový měchýř nemá vlastní svěrač, za udržení moči je odpovědný m. urethralis, sval stěny močové trubice.

## Prasknutí močového měchýře
Astronom Tycho Brahe podle pověsti zemřel kvůli prasklému močovému měchýři, protože nemohl vstát od stolu dříve než císař. Prasknutí močového měchýře z důvodu úmyslného zadržení moči však není možné, protože když tlak moči překročí jistou mez, dojde prostě k relaxaci svěrače močové trubice a k samovolnému úniku moče. Nicméně, prasknutí stěny měchýře je možné v případě neprůchodnosti močové trubice, například vinou zvětšené prostaty, nebo k němu může dojít při prudkém nárazu na dutinu břišní (pády, údery, autonehody).